# Dom Pedro de Alcântara
Dom Pedro de Alcântara é um município brasileiro do estado do Rio Grande do Sul. Integra a Aglomeração Urbana do Litoral Norte e está dividido em quatro distritos: Sede (zona urbana de Dom Pedro de Alcântara), Morro dos Leffas, Arroio dos Mengues e Porto Colônia.

## História
A Colônia São Pedro de Alcântara foi colonizada por imigrantes alemães católicos que chegaram até a região de Torres no ano de 1826. Os colonizadores protestantes fundaram a Colônia de Três Forquilhas, hoje município de Três Forquilhas.
Era o 5º distrito de Torres, chamando-se Colônia São Pedro de Alcântara, até que em 29 de dezembro de 1995 foi publicada a lei estadual que criou o município de Dom Pedro de Alcântara.
O nome do município é homenagem ao Imperador Pedro I, que visitou o lugar, quando em viagem pela região em 6 de dezembro de 1826, portanto 19 dias após a chegada dos colonos alemães na região. O Imperador foi saudado por uma sala de 101 tiros de canhão do Baluarte Ipiranga, recepcionado pelos vereadores da Câmara de Santo Antônio da Patrulha [sede do município] e certamente pelo Ten. Cel. Paula Soares, pelo Alferes Ferreira Porto [maiores autoridades de Torres à época].

## Geografia
O município localiza-se na latitude 29º22'10" sul e na longitude 49º50'59" oeste, e sua elevação sobre o nível do mar é de 37 metros. Sua população estimada em 2018 segundo o IBGE era de 2.541 habitantes, o que resulta na densidade demográfica de 32,62 hab/km².
O município conta com as águas da Lagoa Itapeva e com vários poços artesianos.